# Пентоксифиллин
Пентоксифиллин (3,7-дигидро-3,7-диметил-1-(5-оксогексил)-1Н-пурин-2,6-дион) — лекарственное средство, производное пурина.

## История
В середине XX века основными лекарствами для лечения ангиопатий центральных и периферических сосудов были миотропные спазмолитики. Но эти препараты устраняли лишь спазм, и практически не влияли на реологические свойства крови. Все изменилось после того как в 1972 г сотрудники немецкой фармацевтической компании Хегст синтезировали Пентоксифиллин, который получил оригинальное название Трентал. Препарат сразу же стали применять в клинической практике. В СССР Трентал используется с 1977 г.

## Фармакологическое действие
Производное пурина. Улучшает микроциркуляцию и реологические свойства крови, ингибирует ФДЭ, повышает концентрацию цАМФ в тромбоцитах и АТФ в эритроцитах с одновременным насыщением энергетического потенциала, что в свою очередь приводит к вазодилатации, снижению ОПСС (общего периферического сопротивления сосудов), возрастанию УОК (ударного объёма крови) и МОК (минутного объёма крови) без значительного изменения частоты сердечных сокращений. Расширяя коронарные артерии, увеличивает доставку кислорода к миокарду (антиангинальный эффект), сосуды легких — улучшает оксигенацию крови. Повышает тонус дыхательной мускулатуры (межреберных мышц и диафрагмы). Внутривенное введение, наряду с указанным выше действием, приводит к усилению коллатерального кровообращения, увеличению объёма протекающей крови через единицу сечения. Повышает концентрацию АТФ в головном мозге, благоприятно влияет на биоэлектрическую деятельность центральной нервной системы. Снижает вязкость крови, вызывает дезагрегацию тромбоцитов, повышает эластичность эритроцитов (за счет воздействия на патологически изменённую деформируемость эритроцитов). Улучшает микроциркуляцию в зонах нарушенного кровоснабжения. При окклюзионном поражении периферических артерий («перемежающейся» хромоте), возможно, приводит к удлинению дистанции ходьбы, устранению ночных судорог икроножных мышц и болей в покое.
Пентоксифиллин, очевидно, обладает противовоспалительными свойствами поскольку метаанализ клинических исследований показал, что терапия пентоксифиллином связана со снижением в плазме крови уровней фактора некроза опухоли, трансформирующего фактора роста бета и С-реактивного белка .

## Фармакокинетика
Абсорбция при приеме внутрь — высокая. Пролонгированная форма обеспечивает непрерывное высвобождение и его равномерную абсорбцию. При пероральном приеме подвергается «первому прохождению» через печень с образованием 2 основных фармакологически активных метаболитов: 1-5-гидроксигексил-3,7-диметилксантин (метаболит I) и 1-3-карбоксипропил-3,7-диметилксантин (метаболит V). Концентрация метаболитов I и V в плазме соответственно в 5 и 8 раз выше, чем пентоксифиллина. TCmax — 1 ч, для пролонгированных форм (400 мг) — 2-4 ч. Распределяется равномерно. T1/2 — 0.5-1.5 ч, выводится почками — 94 % в виде метаболитов (преимущественно метаболита V), кишечником — 4 %, за первые 4 ч выводится до 90 % дозы. Выделяется с грудным молоком. При тяжелом нарушении функции почек выведение метаболитов замедлено. При нарушении функции печени отмечается удлинение T1/2 и повышение биодоступности.

## Показания
Нарушения периферического кровообращения («перемежающаяся» хромота на фоне диабетической ангиопатии, облитерирующего эндартериита), болезнь Рейно, нарушения трофики тканей (посттромботический синдром, варикозное расширение вен, трофические язвы голени, гангрена, отморожения); нарушения мозгового кровообращения: ишемические и постапоплексические состояния; церебральный атеросклероз (головокружение, головная боль, нарушения памяти, нарушения сна), дисциркуляторная энцефалопатия, вирусная нейроинфекция (профилактика возможного нарушения микроциркуляции); ишемическая болезнь сердца, состояние после перенесенного инфаркта миокарда; острые нарушения кровообращения в сетчатке и сосудистой оболочке глаза; отосклероз, дегенеративные изменения на фоне патологии сосудов внутреннего уха с постепенным снижением слуха; ХОБЛ, бронхиальная астма; импотенция сосудистого генеза. Успешно применяется в практике консервативного лечения остеохондроза.

## Противопоказания
Гиперчувствительность к пентоксифиллину и другим производным ксантина; острый инфаркт миокарда; порфирия, массивное кровотечение, геморрагический инсульт, кровоизлияние в сетчатку глаза, беременность, период лактации. Для внутривенного введения (дополнительно) — аритмии, выраженный атеросклероз коронарных или мозговых артерий, неконтролируемая артериальная гипотензия.

### C осторожностью
Лабильность артериального давления (склонность к артериальной гипотензии), хроническая сердечная недостаточность, язвенная болезнь желудка и 12-перстной кишки (для приема внутрь), состояние после недавно перенесенных оперативных вмешательств, печеночная и/или почечная недостаточность, возраст до 18 лет (эффективность и безопасность не изучены).

## Режим дозирования
Внутриартериально и внутривенно (больной должен находиться в положении «лежа»), внутримышечно, внутрь. Больным с хронической почечной недостаточностью (КК менее 10 мл/мин) назначают 50-70 % от обычной дозы.
Внутривенно медленно, 50 мг на 10 мл 0.9 % раствора NaCl (в течение 10 мин), затем капельно в дозе 100 мг в 250—500 мл 0,9 % раствора NaCl или в 5 % растворе декстрозы (длительность введения — 90-180 мин). Внутриартериально — сначала в дозе 100 мг в 20-50 мл 0,9 % раствора NaCl, а в последующие дни — по 200—300 мг в 30-50 мл растворителя (скорость введения — 10 мг/мин).
Внутримышечно глубоко — по 100—200 мг 2-3 раза в сутки. Параллельно с парентеральным назначением можно назначать внутрь, в дозе до 800—1200 мг/сут за 2-3 приема, после еды. Таблетки, покрытые кишечнорастворимой оболочкой, проглатывают целиком, запивая небольшим количеством воды. Суточную дозу делят на 3 приема. Начальная доза — 300 мг/сут., далее доза медленно (в течение нескольких дней) повышается до 400—600 мг/сут.. Затем, по мере улучшения состояния пациента, дозу опять можно снизить до 300 мг/сут (поддерживающая доза).
Максимальная разовая доза — 400 мг. Максимальная суточная доза — 1200 мг. Пролонгированные лекарственные формы назначают 2-3 раза в сутки. Курс лечения 1-3 месяца.

## Побочные эффекты

### Со стороны нервной системы
Головная боль, головокружение; тревожность, нарушения сна; судороги.

### Со стороны кожных покровов и подкожно-жировой клетчатки
Гиперемия кожи лица, «приливы» крови к коже лица и верхней части грудной клетки, отеки, повышенная ломкость ногтей.

### Со стороны пищеварительной системы
Сухость во рту, снижение аппетита, атония кишечника, обострение холецистита, холестатический гепатит.

### Со стороны органов чувств
Нарушение зрения, скотома.

### Со стороны сердечно-сосудистой системы
Тахикардия, аритмия, кардиалгия, прогрессирование стенокардии, снижение артериального давления.

### Со стороны органов кроветворения и системы гемостаза
Тромбоцитопения, лейкопения, панцитопения, гипофибриногенемия; кровотечения из сосудов кожи, слизистых оболочек, желудка, кишечника.

### Аллергические реакции
Зуд, гиперемия кожи, крапивница, ангионевротический отек, анафилактический шок.

### Лабораторные показатели
Повышение активности «печеночных» трансаминаз (АЛТ, АСТ, ЛДГ) и ЩФ.

### Передозировка

#### Симптомы
Слабость, головокружение, снижение артериального давления, обморочное состояние, тахикардия, сонливость или возбуждение, потеря сознания, гипертермия, арефлексия, тонико-клонические судороги, признаки желудочно-кишечного кровотечения (рвота типа «кофейной гущи»).

#### Лечение
Промывание желудка с последующим введением внутрь активированного угля, симптоматическая терапия (в том числе меры, направленные на поддержание дыхания и артериального давления), неотложные мероприятия при кровотечении.

## Особые указания
Лечение проводится с контролем артериального давления. У больных сахарным диабетом, принимающих гипогликемические лекарственные средства, назначение в больших дозах может вызвать выраженную гипогликемию (требуется коррекция дозы). При назначении одновременно с антикоагулянтами тщательно следят за показателями свертывающей системы крови. У пациентов, перенесших недавно оперативное вмешательство, проводится систематический контроль Hb и гематокрита. Вводимая доза должна быть уменьшена у больных с низким и нестабильным артериальным давлением. У пожилых людей может потребоваться уменьшение дозы (повышение биодоступности и снижение скорости выведения). Безопасность и эффективность пентоксифиллина у детей изучены недостаточно. Табачный дым может снижать терапевтическую эффективность препарата. Совместимость раствора пентоксифиллина с инфузионным раствором следует проверять в каждом конкретном случае. При проведении внутривенной инфузий больной должен находиться в положении «лежа».

## Взаимодействие
Пентоксифиллин может усиливать действие лекарственных средств, влияющих на свертывающую систему крови (непрямые и прямые антикоагулянты, тромболитики), антибиотиков (в том числе цефалоспоринов — цефамандола, цефоперазона, цефотетана). Увеличивает эффективность гипотензивных лекарственных средств, инсулина и пероральных гипогликемических лекарственных средств. Циметидин повышает концентрацию пентоксифиллина в плазме (риск возникновения побочных эффектов). Совместное назначение с другими ксантинами может приводить к чрезмерному нервному возбуждению пациентов.

### Дополнительные свойства
В 2003 году было предложено использовать Трентал для лечения больных  SARS поскольку ранее было обнаружено что препарат способен подавлять активность различных вирусов, в том числе: вирус простого герпеса (включая его устойчивый к ацикловиру штамм), вирус коровьей оспы (включая его устойчивый к метисазону штамм), ротавирус и вирус клещевого энцефалита. Предложено его также использовать против КОВИД-19 поскольку он способен ослабить последствия септического шока приводящего к полиорганной недостаточности.
В исследованиях in vivo было показало, что пентоксифиллин способен защитить мышей от воздействия летальной дозы вируса Японского энцефалита
Исследования показали, что пентоксифиллин может защищать почки у пациентов с диабетической нефропатией, а также при ряде других хронических заболеваниях почек и связанной с этим протеинурии. Некоторые клинические испытания показали, что длительное использование пентоксифиллина снижает альбуминурию и потерю качества клубочковой фильтрации при диабетической и недиабетической болезнях почек (особенно у пожилых)  Благодаря этим свойствам пентоксифиллин предотвращает снижение уровня растворимого  белка Клото, который препятствует развитию многих болезней пожилого возраста.
Пентоксифиллин снижает концентрации фактора некроза опухоли-альфа (ФНО-α, TNF-α) и высокочувствительного С-реактивного белка (вч-СРБ, hs-CRP)  в кровотоке, что благоприятствует коронарной реваскуляризации
Пентоксифиллин используется для улучшения качества и подвижности сперматозоидов при экстракорпоральном оплодотворении, а также может быть использован в качестве безопасного перорального препарата при лечении мужского бесплодия и эректильной дисфункции.
Было показано, что сочетание пентоксифиллина и витамина Е помогает справляться с саркоидозом,.